# Judith Jánoska-Bendl
Judith Jánoska-Bendl (* 21. September 1931 in Graz; † 14. Februar 2007 in Bern) war eine österreichische Soziologin, die sich mit den methodologischen Arbeiten Max Webers und der Rollentheorie auseinandergesetzt hat.

## Leben und Wirken
Judith Bendl wurde als das einzige Kind einer alleinerziehenden Mutter geboren, der 1938 wegen kritischer Äußerungen über die Fortdauer des tausendjährigen Reiches gekündigt worden war und die danach sieben Jahre in der Schreibstube einer Tischlerei arbeitete. Obwohl Graz unter dem Nationalsozialismus als „Stadt der Volkserhebung“ galt, konnte sie in dieser Zeit ein Gymnasium (in katholischer Trägerschaft) besuchen. Auf Anraten einer Lehrerin nahm Bendl im Herbst 1949 ein Philosophiestudium auf, als Nebenfach wählte sie Romanistik. Neben den Professoren Graf Amadeo Silva-Tarouca (Professor für systematische Philosophie) und Konstantin Radaković (Professor für Geschichte der Philosophie und Philosophische Soziologe) lernte sie auch als Privatdozenten und Assistenten am philosophischen Seminar Rudolf Freundlich kennen, der bei Robert Reininger in Wien studiert hatte sowie bei Ferdinand Weinhandl (Professor für Psychologie). Unter den Studienkollegen ragte durch sein breites Wissen und Argumentationskraft Georg Jánoska hervor, der einer der ersten war, Ludwig Wittgensteins Philosophische Untersuchungen 1953 zu meistern.
Bendl war Kommunistin, trat aber 1953 aufgrund der Enthüllungen über Stalin als eine der ersten ihrer Familie aus der Partei aus. In ihrer Dissertation über Hegel, womit sie 1954 ihr Studium abschloss, kam Karl Marx überhaupt nicht vor. Stattdessen beschäftigte sie sich im Rahmen der Grazer „Urania“ mit Fragen der Kunst, dann aber auch mit Sozialgeschichte und veranstaltete zusammen mit dem Kunsthistoriker Walter Koschatzky einen Kurs über die Entstehung der Gotik vor dem Hintergrund früher Städtekultur. Ihren ersten Aufsatz publizierte sie über Machiavellis Politikverständnis unter den Bedingungen des damaligen Florenz. Kurz vor der Promotion heiratete sie Georg Jánoska, der aus politischen Gründen als Assistent entlassen worden und bei der Urania angestellt worden war, in dessen zweiter Ehe. Sie selber bekam bei Radakovic eine Stelle als wissenschaftliche Hilfskraft am „Seminar für philosophische Soziologie“. Über den US-Gastdozenten Ernest Manheim kam Bendl im Jahr 1956 zu einer Tagung des Salzburg Seminar in American Studies auf Schloss Leopoldskron, wo sie Talcott Parsons und Ralf Dahrendorf erleben konnte. Dadurch wurde sie angeregt, über Parsons’ Heidelberger Dissertation sich mit dem Theorienvergleich von Max Weber und Werner Sombart über Kapitalismus zu befassen. Schließlich erwuchs daraus die Idee, Max Weber zum Thema der Habilitationsschrift zu wählen. Im Kolloquium unternahm sie den Versuch, Ludwig Gumplovicz gegen den Vorwurf des Sozialdarwinismus zu verteidigen.
Wegen eines Stellenangebots für Georg Jánoska erfolgte der Umzug nach Darmstadt. Bendl hatte sich umhabilitiert für „Soziologie“ mit einer Vorlesung über die verschiedenen Methodenstreite in der Soziologie. Im September 1967 wurde Georg Jánoska Ordinarius in Bern; Bendl habilitierte sich mit Unterstützung von Urs Jaeggi nochmals um, und zwar für eine Lehrerlaubnis in „soziologische Theorie“. Die Anfangsvorlesung „Bemerkungen zur geschichtslosen Soziologie“ wurde zu einem Publikumserfolg. Ihre Vorlesungen als Privatdozentin bestritt sie sodann mit der Geschichte der Soziologie, die sie mit Ibn Chaldun im 14. Jahrhundert eröffnete. Im Studienjahr 1970/71 vertrat sie Jaeggi an der Universität Bochum, wobei sie durch die studentische Nachfrage mit Themen wie den Positivismusstreit und der schichtspezifischen Sozialisation (Basil Bernstein) konfrontiert wurde. Nach Rückkehr nach Bern wurde sie als „nebenamtliche außerordentliche Professorin“ mit der obligatorischen Einführungsvorlesung in die soziologische Theorie betraut.
Im Sommer 1980 veranstaltete sie ein Seminar zur Interpretation des marxschen „Methodenkapitels“. Dieser Text wird immer wieder im Zusammenhang der Wertform-Analyse zitiert, war aber noch niemals zuvor im Zusammenhang analysiert worden. Mit Förderung durch den Schweizerischen Nationalfonds wurde ein entsprechender Kommentar ausgearbeitet und publiziert.
Erst um 1980 kam Bendl in Kontakt mit der Frauenbewegung. Sie veröffentlichte einen viel beachteten Beitrag mit dem Titel „Über Solidarität“.
Im Februar 1990 schied Georg Jánoska freiwillig aus dem Leben. Danach half Bendl, verstreute Aufsätze des verstorbenen Ehemannes in einem Band zusammengefasst herauszugeben.

## Einzelbelege
1. ↑  Methodologische Aspekte des Idealtypus. Max Weber und die Soziologie der Geschichte. Berlin: Duncker & Humblot 1965.
2. ↑  Das ist der 3. Abschnitt der Einleitung zur Kritik der politischen Ökonomie von 1857.
3. ↑  Judith Jánoska, Martin Bondeli, Konrad Kindle, Marc Hofer: Das „Methodenkapitel“ von Karl Marx. Ein historischer und systematischer Kommentar. Basel: Schwabe 1994.
4. ↑  Schweizerische Zeitschrift für Soziologie, Bd. 8, Nr. 2 (1982), S. 331–340.
5. ↑  Georg Jánoska: Sein und Bedeutung. Philosophische Schriften 1952–1989. Hrsg. von Stefanie Brander, Nicolas Broccard, Judith Jánoska, Alex Sutter. Bern et al.: Peter Lang 1992.

| Personendaten    | Personendaten              |
| ---------------- | -------------------------- |
| NAME             | Jánoska-Bendl, Judith      |
| KURZBESCHREIBUNG | österreichische Soziologin |
| GEBURTSDATUM     | 21. September 1931         |
| GEBURTSORT       | Graz                       |
| STERBEDATUM      | 14. Februar 2007           |
| STERBEORT        | Bern                       |